# Tubos lanzatorpedos Mark 32

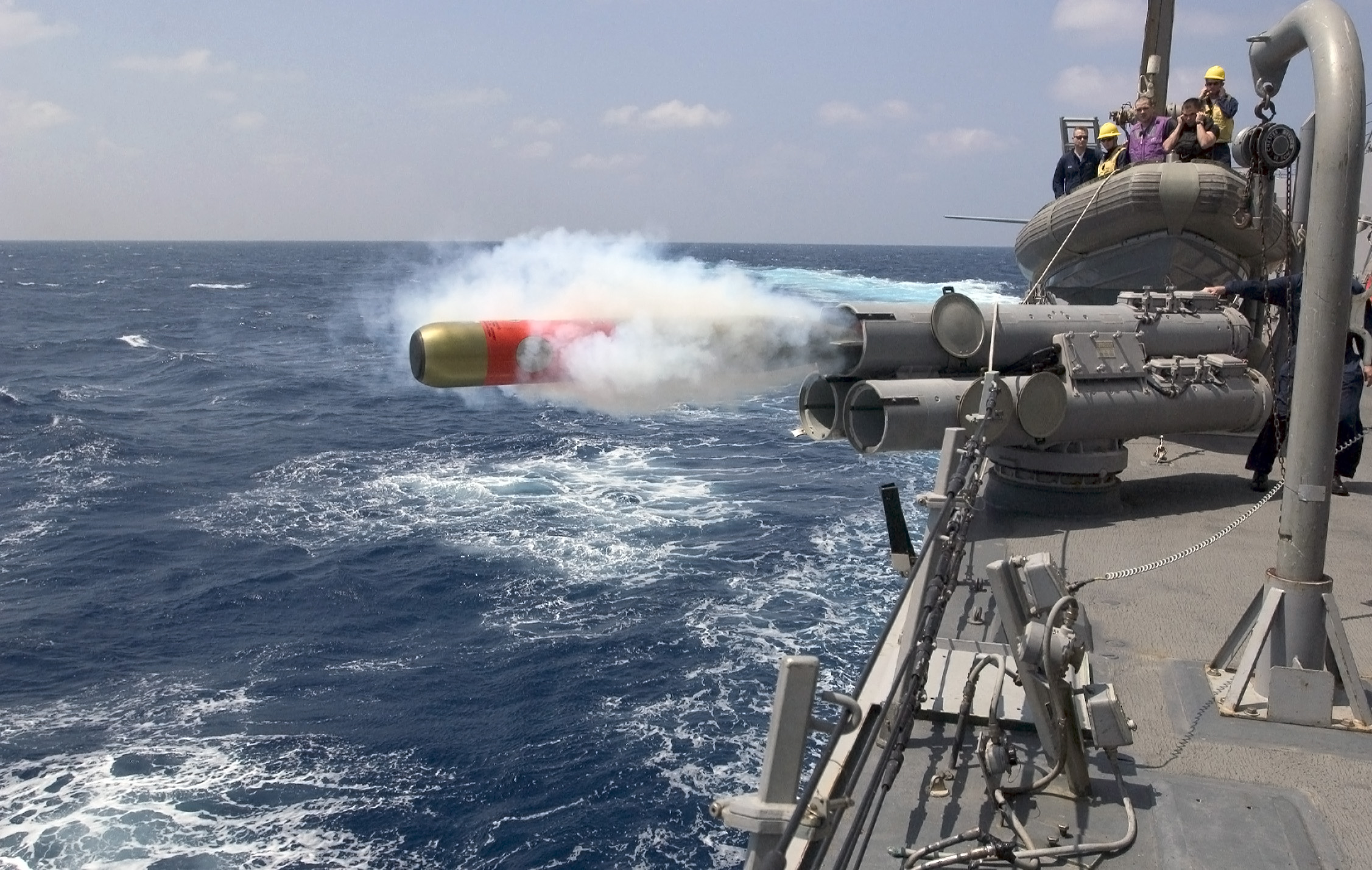
Lanzamiento de un torpedo Mk 46 desde un lanzador Mk 32 del destructor USS Mustin (DDG-89).

El sistema Mark 32 Surface Vessel Torpedo Tubes (abreviado Mk 32 SVTT) es un conjunto de lanzadores de torpedos para buques de superficie que está en servicio desde los años 1960. Cada lanzador tiene tres tubos capaces de descargar un torpedo ligero como los Mk 46, Mk 50 o Mk 54.  Diseñado para la acción antisubmarina de proximidad, lanza los torpedos con el aire comprimido en un compartimento en la parte trasera del tubo que también actúa como puerta trasera. Dependiendo del número de modificación (Mod) de cada tubo en particular, la montura puede ser operada manualmente o remotamente desde posiciones de disparo que pueden estar dentro de la estructura del buque. El lanzamiento normal es iniciado eléctricamente en el panel de control de disparo situado en el centro de información de combate del buque. Todos los torpedos lanzados son armas de tipo «dispara y olvida». Los tubos Mk 32 SVTT están hechos de fibra de vidrio y aluminio, diseñados originalmente para ser resistente a la intemperie y proteger de los elementos los torpedos que alberga; sin embargo, para lograrlo requieren un mantenimiento extensivo.